# William Lawson Grant
Pour les articles homonymes, voir Grant.
 (mai 2019).
Si vous disposez d'ouvrages ou d'articles de référence ou si vous connaissez des sites web de qualité traitant du thème abordé ici, merci de compléter l'article en donnant les références utiles à sa vérifiabilité et en les liant à la section « Notes et références ».
William Lawson Grant (2 novembre 1872 – 3 février 1935) est un historien et éducateur canadien.

## Biographie
Après avoir fait ses études à l’université Queen's à Kingston, il enseigna l’histoire coloniale au Upper Canada College puis au St. Andrew’s College dans la région de Toronto entre 1898 et 1904. De 1904 à 1910, il fut aussi un conférencier sur ce même sujet à l’université d'Oxford, puis de 1910 à 1917, professeur d’histoire coloniale à l’Université Queen’s. Il fut par la suite directeur général du St. Andrew’s College et sera élu à la Société royale du Canada en 1917. Il sera l’auteur de très nombreux essais et ouvrages politiques sur la période coloniale du Canada.